# Guru Josh
Guru Josh (født Paul Dudley Walden den 6. juni 1964 på Jersey – 28. december 2015 på Ibiza, Spanien), var en dj og producer fra Jersey, der var aktiv i den britiske acid house-scene. Han er bedst kendt for singlen "Infinity" (1989), der var et hit i Europa i 1990. Singlen blev gen-udgivet som "Infinity 2008" under navnet Guru Josh Project i 2008, og blev et stort hit.
Guru Josh blev fundet død den 28. december 2015 på den spanske ø Ibiza.

## Diskografi

### Album
- Infinity (1990)

### Singler
som Guru Josh
- "Infinity" (1989)
- "Whose Law (Is It Anyway?)" (1990)
- "Freaky Dreamer" (1990)
- "Hallelujah" (1991)
- "Eternity" (Guru Josh & DJ Igor Blaska) (2009)
- "Frozen Teardrops" (featuring Lauren Rose) (2010)
- "Love of Life" (2011)
- "Ray of Sunshine" (2013)

som Guru Josh Project
- "Infinity 2008" (2008)
- "Let Me Know (Infinity)" (Copycatz presents P.Six vs. Guru Josh Project) (2009)
- "Crying in the Rain" (2009)